# 皮埃里亞州
皮埃里亞州（Module:Lang第1520行Lua错误：attempt to call method 'gsub' (a nil value)）是希臘中馬其頓大區的一個州，位於大區的西南部，東南臨塞爾邁灣。面積1,516平方公里。2005年人口134,739人。首府卡泰里尼。
下分13市。希臘的最高點奧林匹斯山位於本州。